# Edward Singleton Holden

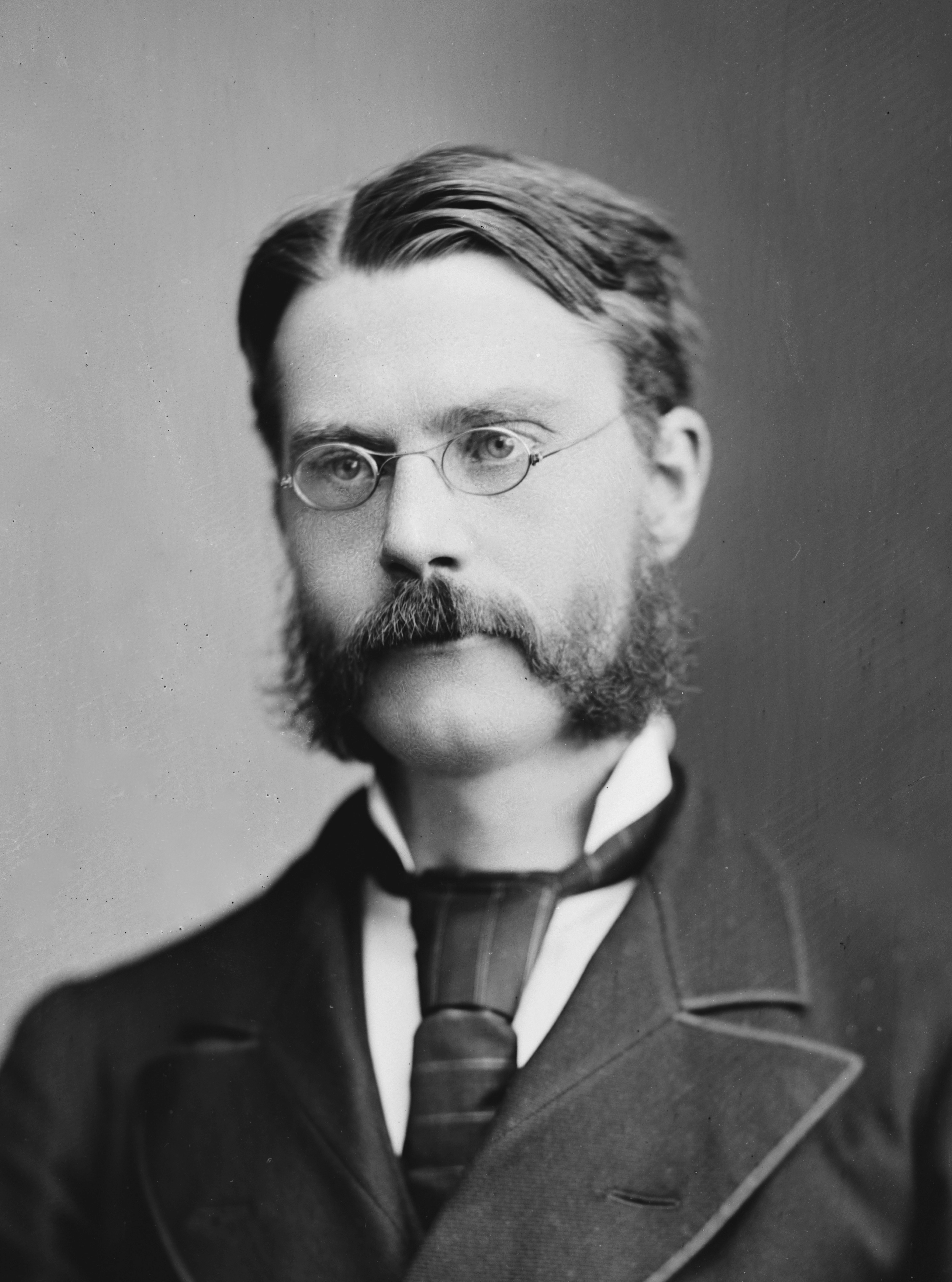
Edward Singleton Holden (zwischen 1870 und 1880)

Edward Singleton Holden (* 5. November 1846 in St. Louis, Missouri; † 16. März 1914 in West Point, New York) war ein US-amerikanischer Astronom.
Holden studierte zunächst Mathematik und Astronomie in Washington, D.C. und graduierte dort. 1866 trat er in die US-Militärakademie in West Point als Kadett ein und wurde 1871 Leutnant in der Artillerie und 1872 dem Ingenieurkorps zugeteilt. Gleichzeitig war er als Lehrer an der Militärakademie tätig. 1873 trat er aus der Armee aus und wurde Professor für Mathematik in der Marine und als solcher der Marinesternwarte in Washington (United States Naval Observatory) zugeteilt.
Als Observator in Washington war er hauptsächlich mit Beobachtungen am neuen 26-Zoll-Fernrohr beschäftigt, wobei sein Hauptinteresse den Nebelflecken (Galaxien und Sternhaufen) galt. Aus dieser Zeit stammt sein Werk Monograph of the Central Parts of the Nebula of Orion (Washington 1882). Hierin führt er den Nachweis, dass der Orionnebel seit 1758 wohl keine Änderung der Form, aber der Helligkeit erfahren hat – ein frühes Indiz für rezente Sternentstehung.
1881 wurde Holden zum Professor der Astronomie und Direktor der Washburn-Sternwarte der University of Wisconsin in Madison und 1886 als Nachfolger von W. T. Reid zum Präsidenten der University of California sowie gleichzeitig zum Direktor des Lick-Observatoriums ernannt. Aus diesem Amt schied er 1898 aus; Universitätspräsident blieb er bis 1888.
1885 wurde Holden in die American Academy of Arts and Sciences und die National Academy of Sciences gewählt. 1897 wurde er in die American Philosophical Society aufgenommen.
Holden ist auch Mitbegründer der Astronomical Society of the Pacific. Später (1901) ging er wieder zurück nach West Point und arbeitete dort als Bibliothekar, um sich der wissenschaftlichen Schriftstellerei in Ruhe widmen zu können.
Edward Singleton Holden starb am 16. März 1914 als Bibliothekar in West Point. Der Mondkrater Holden, der Marskrater Holden, der Asteroid (2974) Holden und möglicherweise auch der Asteroid (872) Holda sind nach ihm benannt.